# Julius von Trenk
Franz Justus Julius Trenk seit 1887 von Trenk (* 31. Dezember 1825 in Jülich; † 4. Februar 1897 in Görlitz) war ein preußischer Generalleutnant und Kommandeur der 16. Division.

## Leben

### Herkunft
Julius war ein Sohn des Proviantsamts-Kontrolleurs Wilhelm Trenk (1795–1835) und dessen Ehefrau Margarete, geborene Lisse (1803–1870).

### Militärkarriere
Nach dem Besuch des Gymnasiums in Koblenz, der Bürgerschule in Crossen (Oder) sowie des Gymnasiums in Wetzlar trat Trenk am 9. Oktober 1843 als Musketier in das 38. Infanterie-Regiment (6. Reserve-Regiment) der Preußischen Armee in Glatz ein. Er avancierte bis Mitte Juli 1846 zum Sekondeleutnant und war von Ende September 1853 bis Ende Juni 1859 als Lehrer an die Vereinigte Divisionsschule der 15. und 16. Division tätig. Trenk stieg Mitte Dezember 1857 zum Premierleutnant auf und wurde am 1. Juli 1859 als Adjutant der 16. Division nach Trier kommandiert. Während dieses Kommandos zum Hauptmann befördert, kehrte Trenk am 22. April 1862 mit der Ernennung zum Kompaniechef im 1. Oberschlesischen Infanterie-Regiment Nr. 22 in den Truppendienst zurück. Im Krieg gegen Österreich führte er seine Kompanie 1866 in der Schlacht bei Königgrätz.
Nach dem Krieg folgte am 30. Oktober 1866 seine Versetzung als Major in das neuerrichtete Infanterie-Regiment Nr. 84 nach Flensburg und ein Jahr später wurde er Kommandeur des in Schleswig stationierten Füsilier-Bataillons. Während des Krieges gegen Frankreich nahm er 1870/71 an den Schlachten bei Colombey, Gravelotte, Noisseville und Le Mans sowie der Belagerung von Metz teil.
Ausgezeichnet mit beiden Klassen des Eisernen Kreuzes wurde Trenk nach den Friedensschluss am 18. August 1871 zum Oberstleutnant befördert und am 16. August 1873 unter Stellung à la suite mit der Führung des 7. Ostpreußischen Infanterie-Regiments Nr. 44 in Graudenz beauftragt. Am 2. September 1873 stieg er zum Oberst auf und wurde einen Tag später zum Regimentskommandeur ernannt. Vom 11. Dezember 1879 bis zum 5. Dezember 1883 war er als Generalmajor Kommandeur der 32. Infanterie-Brigade in Trier. Anschließend stieg Trenk zum Generalleutnant und Kommandeur der übergeordneten 16. Division auf und erhielt am 8. März 1887 den Stern zum Roten Adlerorden mit Eichenlaub. In Genehmigung seines Abschiedsgesuches wurde Trenk am 8. März 1887 mit Pension zur Disposition gestellt und in Anerkennung seiner treuen und guten Dienste im Kriege wie im Frieden durch Kaiser Wilhelm I. in den erblichen preußischen Adelsstand erhoben.
Er starb am 4. Februar 1897 in Görlitz.

### Familie
Trenk heiratete am 18. Juli 1864 in Breslau Marie Hoseus (1845–1905). Das Paar hatte mehrere Kinder:
- Margarete (1865–1907)
- Walter (1867–1892), preußischer Premierleutnant
- Hedwig (* 1869) ⚭ 1894 Oskar von Heydebrand und der Lasa (* 1867), preußischer Major
- Wilhelmine (* 1876), Hilfsschwester beim Roten Kreuz
- Maria (*/† 1878)